# Arinthod
Arinthod és un municipi francès situat al departament del Jura i a la regió de Borgonya - Franc Comtat. L'any 2007 tenia 1.170 habitants.

## Demografia

### Població
El 2007 la població de fet d'Arinthod era de 1.170 persones. Hi havia 465 famílies de les quals 143 eren unipersonals (79 homes vivint sols i 64 dones vivint soles), 131 parelles sense fills, 139 parelles amb fills i 52 famílies monoparentals amb fills.
La població ha evolucionat segons el següent gràfic:
Habitants censats

### Habitatges
El 2007 hi havia 590 habitatges, 477 eren l'habitatge principal de la família, 41 eren segones residències i 71 estaven desocupats. 389 eren cases i 197 eren apartaments. Dels 477 habitatges principals, 291 estaven ocupats pels seus propietaris, 173 estaven llogats i ocupats pels llogaters i 14 estaven cedits a títol gratuït; 6 tenien una cambra, 34 en tenien dues, 84 en tenien tres, 151 en tenien quatre i 202 en tenien cinc o més. 320 habitatges disposaven pel capbaix d'una plaça de pàrquing. A 248 habitatges hi havia un automòbil i a 161 n'hi havia dos o més.

### Piràmide de població
La piràmide de població per edats i sexe el 2009 era:
| Homes | Edats   | Dones |
| ----- | ------- | ----- |
| 0     | 95 o +  | 0     |
| 0     | 90 a 94 | 12    |
| 8     | 85 a 89 | 12    |
| 16    | 80 a 84 | 24    |
| 28    | 75 a 79 | 28    |
| 28    | 70 a 74 | 48    |
| 36    | 65 a 69 | 32    |
| 20    | 60 a 64 | 28    |
| 8     | 55 a 59 | 24    |
| 28    | 50 a 54 | 12    |
| 32    | 45 a 49 | 20    |
| 40    | 40 a 44 | 28    |
| 60    | 35 a 39 | 44    |
| 52    | 30 a 34 | 68    |
| 44    | 25 a 29 | 40    |
| 24    | 20 a 24 | 20    |
| 36    | 15 a 19 | 40    |
| 52    | 10 a 14 | 20    |
| 76    | 5 a 9   | 44    |
| 40    | 0 a 4   | 28    |

## Economia
El 2007 la població en edat de treballar era de 696 persones, 514 eren actives i 182 eren inactives. De les 514 persones actives 445 estaven ocupades (260 homes i 185 dones) i 70 estaven aturades (28 homes i 42 dones). De les 182 persones inactives 60 estaven jubilades, 55 estaven estudiant i 67 estaven classificades com a «altres inactius».

### Ingressos
El 2009 a Arinthod hi havia 468 unitats fiscals que integraven 1.073 persones, la mediana anual d'ingressos fiscals per persona era de 15.531 €.

### Activitats econòmiques
Dels 88 establiments que hi havia el 2007, 2 eren d'empreses extractives, 4 d'empreses alimentàries, 11 d'empreses de fabricació d'altres productes industrials, 12 d'empreses de construcció, 21 d'empreses de comerç i reparació d'automòbils, 7 d'empreses de transport, 4 d'empreses d'hostatgeria i restauració, 5 d'empreses financeres, 5 d'empreses immobiliàries, 8 d'empreses de serveis, 6 d'entitats de l'administració pública i 3 d'empreses classificades com a «altres activitats de serveis».
Dels 23 establiments de servei als particulars que hi havia el 2009, 1 era una oficina d'administració d'Hisenda pública, 1 gendarmeria, 1 oficina de correu, 2 oficines bancàries, 1 taller de reparació d'automòbils i de material agrícola, 3 paletes, 2 guixaires pintors, 2 fusteries, 3 lampisteries, 1 electricista, 1 perruqueria, 1 agència de treball temporal, 3 restaurants i 1 agència immobiliària.
Dels 13 establiments comercials que hi havia el 2009, 1 era un hipermercat, 3 fleques, 1 una fleca, 1 una botiga de congelats, 1 una peixateria, 2 botigues d'electrodomèstics, 1 una botiga d'electrodomèstics, 1 un drogueria i 2 floristeries.
L'any 2000 a Arinthod hi havia 9 explotacions agrícoles que ocupaven un total de 525 hectàrees.

## Equipaments sanitaris i escolars
El 2009 hi havia 1 centre de salut, 1 farmàcia i 1 ambulància.
El 2009 hi havia 1 escola maternal i 1 escola elemental. Arinthod disposava d'un col·legi d'educació secundària amb 279 alumnes.

## Poblacions més properes
El següent diagrama mostra les poblacions més properes.